# 7.92x57mmモーゼル弾
7.92x57mmモーゼル弾(7.92×57mm Mauser)、あるいは8mmモーゼル弾(8mm Mauser)、8x57 IS弾(8 × 57 IS)は、ドイツ帝国で開発されたリムレス・ボトルネック型の小銃用実包である。1905年の採用以降、第一次世界大戦および第二次世界大戦の双方でドイツ軍の標準小銃弾として使用された。開発当時、7.92x57mmモーゼル弾は最も人気のある軍用実包の1つとして世界各国の軍隊が採用した。21世紀になっても、狩猟・スポーツ用実包としてヨーロッパやアメリカでの生産が続いている。

## 開発

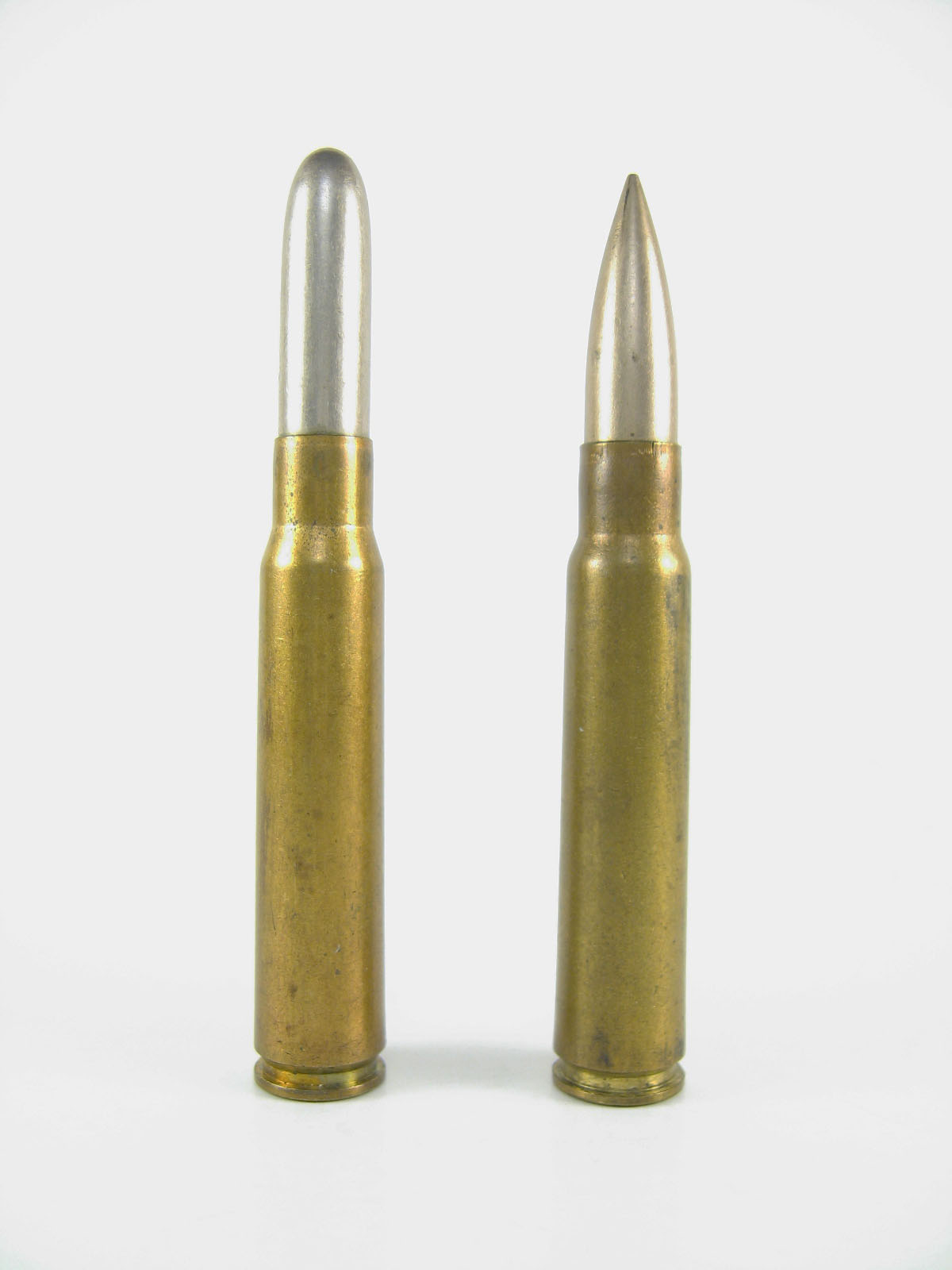
M/88弾（7.92x57mmI弾）（左）と、
7.92x57mmモーゼルS弾（7.92x57mmIS弾）（右）。
Iは歩兵(Infanterie)、Sは尖頭弾(Spitzgeschoß)を意味する。

7.92x57mmモーゼル弾は、Gew88小銃と共に1888年に採用された88年式実包（Patrone88、または単にM/88。7.92x57mmI弾。Iは歩兵の意味）という小銃弾を原型として開発された。M/88の開発元はドイツ小銃試験委員会(Gewehr-Prüfungskommission, GPK)で、弾頭は円頭、直径8.08mm(0.318in)、重量14.6g(225gr)と比較的重いものが用いられた。
その後、ドイツ帝国政府主導のもと、GPKではM/88およびこれを使用する銃器の性能向上に取り組み、1905年には口径を変更した7.92x57mmモーゼル弾が開発されたのである。この際、同口径にはS口径(S-bore)という名称が与えられた。1905年に開発された7.92x57mmモーゼルS弾(7.92×57mm Mauser S Patrone。7.92x57mmIS弾。Sは尖頭弾の意味)は、重さ9.9g(153gr)、直径8.2mm(0.323in)と比較的軽量な尖頭弾を使用し、また従来より強力な混合式の無煙火薬を使用した。尖頭弾を用いるこの新形弾頭は、M/88に比べて有効射程および低伸性が向上していた。
当初は無起縁型薬莢のみが使用されていたが、後にこれをネックダウンまたはネックアップさせたもの、あるいは起縁型など各種の派生型薬莢が開発された。

## 軍用小銃弾として
1905年の開発以来、性能と汎用性の高さから7.92x57mmモーゼル弾はドイツ（帝国、ヴァイマル共和国、ナチス、連邦共和国（西ドイツ）、民主共和国（東ドイツ））以外にも様々な国の軍・警察等により採用され、また長らく使用されてきた。
第二次世界大戦中には9x19mmパラベラム弾などと同様、枢軸国・連合国の双方で使用された弾薬の1つとなった。ナチス・ドイツおよびポーランドでは標準小銃弾として採用されており、イギリス軍でもベサ車載機関銃の弾薬として採用されていた。
2012年の段階でも旧ユーゴスラビアで開発されたザスタバM76狙撃銃やザスタバM53機関銃（戦後生産型MG42）などに用いるべく、軍用小銃弾としての使用は続いている。

## 民生用小銃弾として

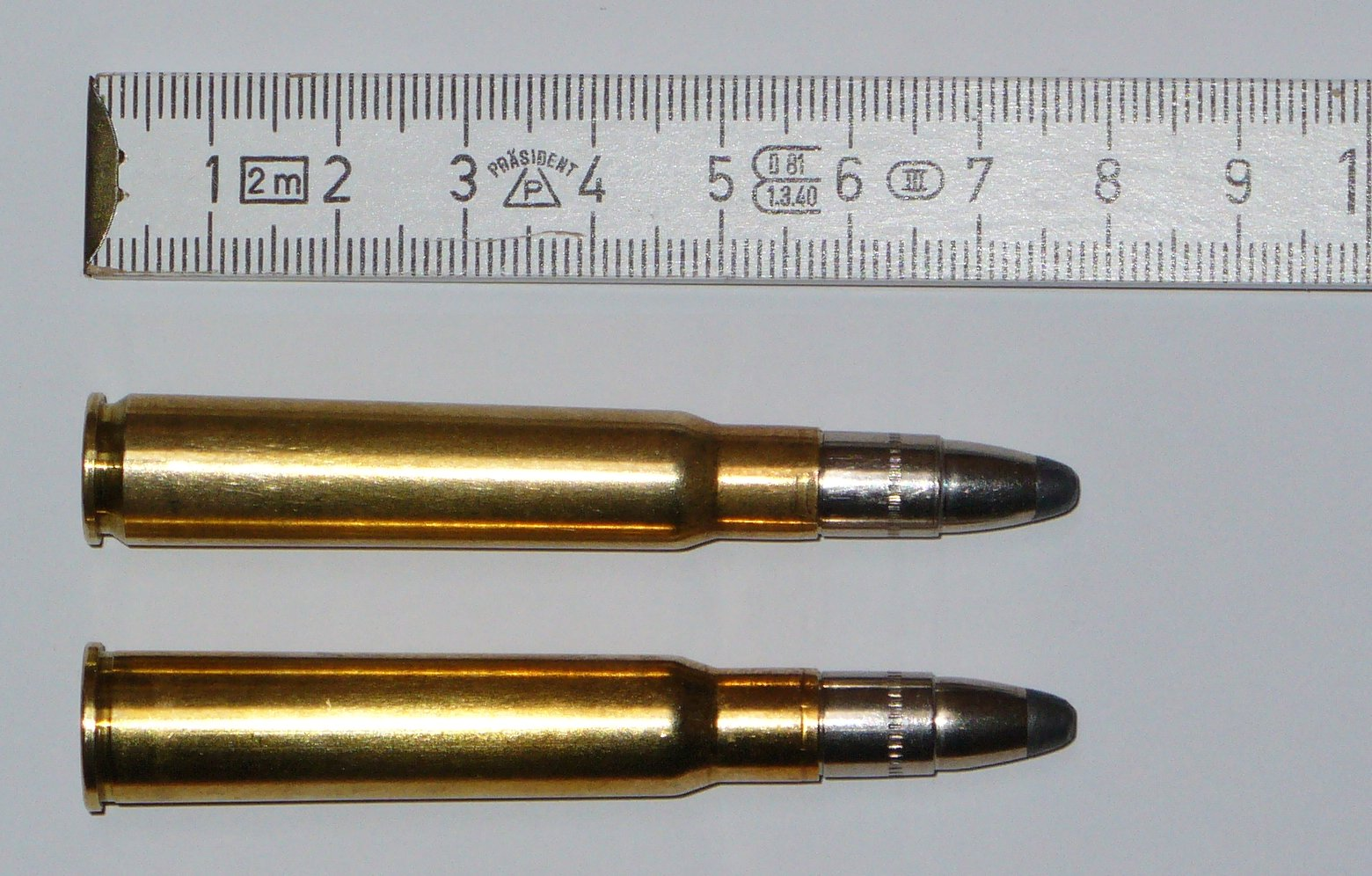
7.92x57mmモーゼル弾（上）と、ブリネッキ社製の起縁型8x57mm IRS弾（下）

7.92x57mmモーゼル弾は、欧州において猟銃やスポーツ銃などといった民生用小銃の実包としても一般的に知られ、多くの企業により製造が続けられている。ザスタバ・アームズ、ブレイザー、チェスカー・ズブロヨフカ・ウヘルスキブロッド、ハイム、モーゼル狩猟武器、ステアー・マンリッヒャーなどは現在でも7.92x57mmモーゼル弾を使用する猟銃を製造しており、加えて銃弾そのものはRUAG、ププルヴィ・パルティザン、サコー、セリアー&ベローなどの企業も生産している 2004年、レミントン・アームズではM700ライフルの7.92x57mmモーゼル弾仕様を限定生産した。狩猟用銃弾としての7.92x57mmモーゼル弾はアメリカ製の.30-06スプリングフィールド弾と同等の性能と見なされており、ドイツを始めとする欧州各国では、鹿、シャモア、ムフロン、イノシシ、クマなどの大物狩猟用の銃弾と見なされている。ただし、フランスのように軍用小銃弾の民間使用を制限している国では、既に旧式化しているとはいえ7.92x57mmモーゼル弾を軍用小銃弾と見なして一般の所持及び使用を禁止している場合もある。
起縁型のバリエーションとして、8x57mm IRS弾が知られている。これは中折れ式ライフルなどでの使用を前提に開発された。現在では欧州における中折れ式ライフルの一般的な銃弾としてその名を知られる。

## 名称
この銃弾は長期に渡り、世界各国で様々な用途に使用されてきた為、非常に多くの制式名称・商品名および通称が存在する。以下に代表的なものを示す。
- 7.9, 7.9mm[9]
- 7.9 Mauser, 7.9mm Mauser
- 7.92, 7.92mm
- 7.92 Mauser, 7.92mm Mauser
- Cartridge SA, 7.92
- 7.92×57, 7.92×57mm
- 7.92×57 Mauser, 7.92×57mm Mauser
- 8mm Mauser
- 8×57, 8×57mm
- 8×57 Mauser, 8×57mm Mauser
- 8 × 57 IS, 8 × 57 JS

口径の値には、「7.92」以外にも「7.9」の数字が使われる。またドイツでは伝統的に口径およそ8mmの銃弾を総じて8mm弾と通称していた事から、「8」という数字が示される場合も多い。
しばしば「モーゼル弾」と呼称されるものの、モーゼル（マウザー）社は銃弾そのものの開発に一切関与していない。しかし同社が開発した2種類の小銃、Gew98およびKar98kがこの銃弾を使用する代表的な銃器だった事、そしてこれらの小銃が両世界大戦の中でドイツ軍の制式小銃として使用された事から、「モーゼル弾」という名称が広く知られるようになったという。
「J」あるいは「I」という文字が付される場合もある。これは本来、「歩兵」(独：Infanterie)を意味する「I」で、薬莢の底に刻印されていた。「J」は崩した書体の「I」を英語話者が読み違えたところから広まったのだとされている。現在でも英語圏を中心に「J」や「JS」をこの銃弾の名称に付する事が多く、これらには実際に「J」と刻印されている事も多い。一方、ドイツ系企業では「I」や「IS」を用いている為、この点でも混乱が生じている。また「S」は尖頭弾（独：Spitzgeschoß、英：Spitzer）を意味する。

### CIP規格（欧州における民生用規格）

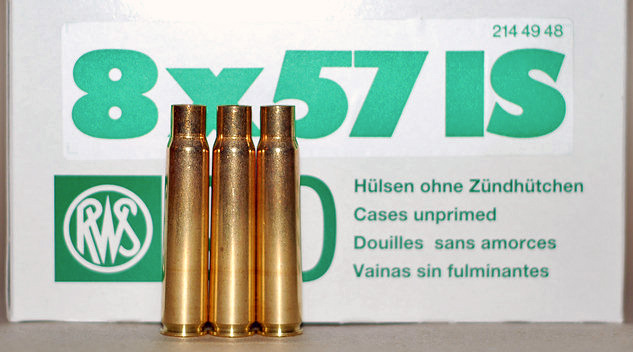
ドイツ製のCIP規格8x57IS薬莢。弾丸・雷管・装薬を詰めていない薬莢のみが販売されているもの。

欧州における民生用銃器・銃弾の標準化団体、銃器試験常設国際委員会(Commission Internationale Permanente pour l'Epreuve des Armes à Feu Portatives, CIP)の規格では、2012年の段階で7.92x57mmモーゼル弾の名称を8x57 IS弾(8 × 57 IS)と指定している。これはイギリスなどCIP加盟国における法的な名称としても使用されている。

### SAAMI規格（アメリカにおける民生用規格）

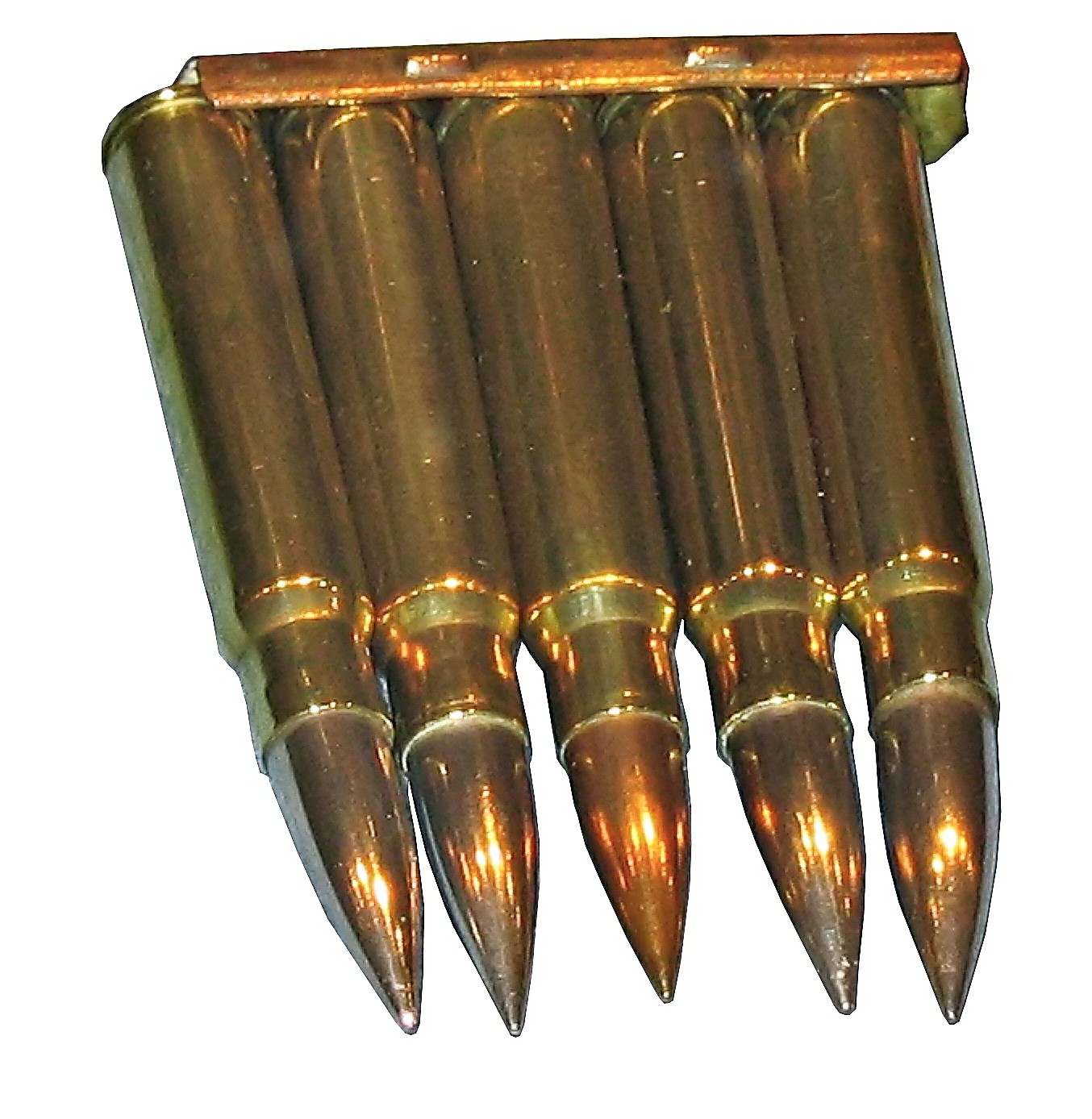
挿弾子で束ねられた5発の7.92x57mmIS弾

アメリカにおけるスポーツ用銃弾の標準化団体、スポーツ火器および銃弾製造業者協会(Sporting Arms and Ammunition Manufacturers' Institute, SAAMI)の規格では、2012年の段階で7.92x57mmモーゼル弾の名称を8mmモーゼル弾(8mm Mauser)と指定しており、また8x57mm弾(8×57mm)とも呼ばれている。
ただし、CIPと異なりSAAMIは命名規則の発行権限を有していない。その為、これらの名称がアメリカ国内における法的な名称として使用されている訳ではない。

### 軍用小銃弾としての名称
ドイツ軍では、しばしば7.9mm弾(7,9mm)という呼称が使用された。弾薬箱のラベルにもこの名称が使用されている。
スウェーデン軍では、M/39 8mm銃弾(8mm patron m/39)という制式名称が与えられていた。
ポーランド軍では、ドイツ軍と同様の7.9mm弾という呼称の他、7.92mm弾(7.92mm)とも呼ばれたという。
イギリス軍では、7.92 SA弾(Cartridge SA, 7.92)という制式名称が与えられていた。これは第二次世界大戦中、ベサ車載機関銃用の銃弾として採用されていた。
アメリカ軍では、諜報部の作成した報告書の中でしばしば7.92、7.92mm、7.92-mmといった名称が使用されていた。

## 設計
7.92x57mmモーゼル弾の薬莢容量は4.09cm³（63グレイン）H2Oであり、薬莢形状は特にボルトアクション式小銃および機関銃に装填する際の給弾信頼性を重視した設計であった。
CIP規格に基づく7.92x57mmモーゼル弾の寸法図。単位はミリメートル。